# Jacques Crampagne
Pas d'image ? Cliquez ici

a Compétitions nationales et continentales officielles uniquement.

b Matchs officiels uniquement.
Dernière mise à jour le 1 août 2025.
Jacques Crampagne, né le 7 avril 1944 à Foix, est un joueur français de rugby à XV, qui a joué avec l'équipe de France et le CA Bègles au poste d'arrière ou d'ailier.

## Biographie
Formé à l'US Foix où il remporte le concours du jeune joueur, Jacques Crampagne poursuit sa carrière au CA Bègles, club majeur du rugby français à la fin des années 1960 où il devient champion de France et connaît une sélection en équipe de France contre l'Afrique du Sud, le 12 août 1967 à l'occasion d'une tournée.

## Palmarès

### En club
- Championnat de France de première division :
  - Champion (1) : 1969
  - Vice-champion (1) : 1967

### En équipe nationale
- Sélection en équipe nationale : 1